# Neudorfwiesen bei Steinau
Neudorfwiesen bei Steinau este o arie protejată (arie specială de conservare — SAC, sit de importanță comunitară — SCI) din Germania întinsă pe o suprafață de 27,66 ha, integral pe uscat.

## Localizare
Centrul sitului Neudorfwiesen bei Steinau este situat la coordonatele 50°17′03″N 9°29′52″E / 50.2842°N 9.4978°E.

## Înființare
Situl Neudorfwiesen bei Steinau a fost declarat sit de importanță comunitară în aprilie 1999 pentru a proteja 1 specie de animale. Situl a fost protejat și ca arie specială de conservare în martie 2008.

## Biodiversitate
Situată în ecoregiunea continentală, aria protejată conține 2 habitate naturale: Formațiuni ierboase bogate în specii de Nardus, dezvoltate pe substraturi silicioase în zone montane (și în zone submontane, în Europa continentală), Fânețe de joasă altitudine (Alopecurus pratensis, Sanguisorba officinalis).
La baza desemnării sitului se află o specie protejată de  păsări: sfrâncioc roșiatic (Lanius collurio).
Pe lângă speciile protejate, pe teritoriul sitului au mai fost identificate 6 specii de plante, 1 specie de amfibieni.